# Karaffel
En karaffel er en langhalset glasbeholder til servering af drikkevarer såsom vand eller vin.

## Etymologi
Ordet "karaffel" kommer oprindeligt af arabisk "yarrāfa" (dansk: "drikkekande"), men er blevet importeret til dansk via spansk "garrafa" og fransk "carafa". På dansk blev ordet til "karaf" og "karaffe", men under påvirkning af danske ord som "vaffel", "gaffel" og "taffel" udviklede ordet sig til det nuværende "karaffel".